# Герб Дербентского района
Герб Дербе́нтского муниципа́льного райо́на — опознавательно-правовой знак, служащий официальным символом муниципального образования «Дербентский район». Утвержден Решением Собрания депутатов МР «Дербентский район» от 5 апреля 2021 года № 39/8 «Об утверждении Положения о гербе и флаге муниципального района „Дербентский район“». Внесён в Государственный геральдический регистр Российской Федерации под номером 13622.

## Описание герба
Геральдическое описание гласит:

В серебряном поле на выщербленной лазоревой, окаймленной серебром, оконечности, – зелёная островерхая гора с тремя вершинами, сопровождаемая сверху зеленой ветвью винограда, с зелёными листьями и золотой гроздью ягод.

Герб, в соответствии с Методическими рекомендациями по разработке и использованию официальных символов муниципальных образований, утверждёнными Геральдическим советом при Президенте Российской Федерации, может воспроизводиться с золотой территориальной короной о пяти заострённых зубцах.
Обе версии герба (полная — с короной и сокращённая — без неё) равноправны и имеют одинаковый статус.

## Обоснование символики

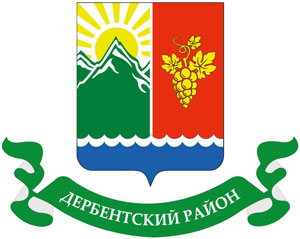
Герб Дербентского района 2020—2021 гг.

Герб языком аллегорий символизирует исторические, природные, экономические и прочие особенности Дербентского района.
Лазоревая оконечность указывает на Каспийское море, вдоль которого расположена территория Дербентского района. Также лазоревый цвет символизирует чистый и прозрачный воздух, олицетворяет веру, постоянство и надежность, честь и духовность.
Зеленый цвет символизирует плодородие и природное изобилие, олицетворяет спокойствие и здоровье.

Герб Дербентского района до 2020 года

Золото (жёлтый цвет) символизирует величие, богатство, процветание, справедливость.
Серебро (белый цвет) — символ чистоты, совершенства, мира и взаимопонимания.
Виноград — один из символов плодородия, изобилия и богатства, а также виноградарства, играющего важную роль в экономике района.
Гора — символ высшей точки района — горы Джалган, олицетворение вечности, чистоты, стремления к самопознанию. Гора издавна считалась святилищем героев и пророков, символом подъема и устремленности. 